# Зеленский, Алексей Евгеньевич
Алексей Евгеньевич Зеленский (имя при рождении — Алексей Фёдорович Попов; 17 февраля [2 марта] 1903, Тверь — 19 марта 1974, Москва) — советский скульптор, график, сценограф.

## Биография
Алексей Зеленский родился 17 февраля (2 марта) 1903 года в Твери. Детство и юность провёл в Нижнем Новгороде. С 1917 по 1924 год работал масленщиком на пароходе, служил в продармии, учился в сельскохозяйственной школе. В 1924—1926 годах учился в Нижегородском художественном техникуме у Р. Р. Фалька и А. В. Куприна. В 1926 году поступил во Вхутемасе-Вхутеине в Москве на скульптурный факультет, где учился у В. А. Фаворского, И. С. Ефимова и В. Е. Татлина. Занимался в мастерской И. М. Чайкова. В 1930 году окончил Вхутеин как скульптор-монументалист. Его дипломной работой стал проект агитационной трибуны для площади Белорусского вокзала.
Жил и работал в Москве. В 1926—1932 годах состоял в Обществе русских скульпторов. Был членом ОСТ и объединения «Бригада скульпторов»(«Бригада восьми»). С 1926 года участвовал в художественных выставках. В 1929—1930 годах совместно с В. Е. Татлиным работал над летательным аппаратом «Летатлин». В 1934—1935 годах работал на Конаковском фаянсовом заводе. В 1945—1947 годах преподавал в МИПИДИ, но был уволен как «идеалист».
В январе-феврале 1944 года принимал участие в групповой выставке в Доме архитектора в Москве. Участвовал в групповой выставке 1958 года в Москве. В 1963 году в Москве состоялась персональная выставка работ Алексея Зеленского, приуроченная к 60-летию со дня рождения и 35-летию творческой деятельности. В 1984—1985 годах в Москве состоялась выставка работ Алексея Зеленского и его жены, живописца Александры Рублёвой.
Алексей Зеленский жил в Москве в Городке художников на Верхней Масловке. Умер 19 марта 1974 года.

## Работы
Портреты
- Автопортрет (мрамор, 1929)[4]

Скульптура «Дружинник 1905 года» у станции метро «Краснопресненская»

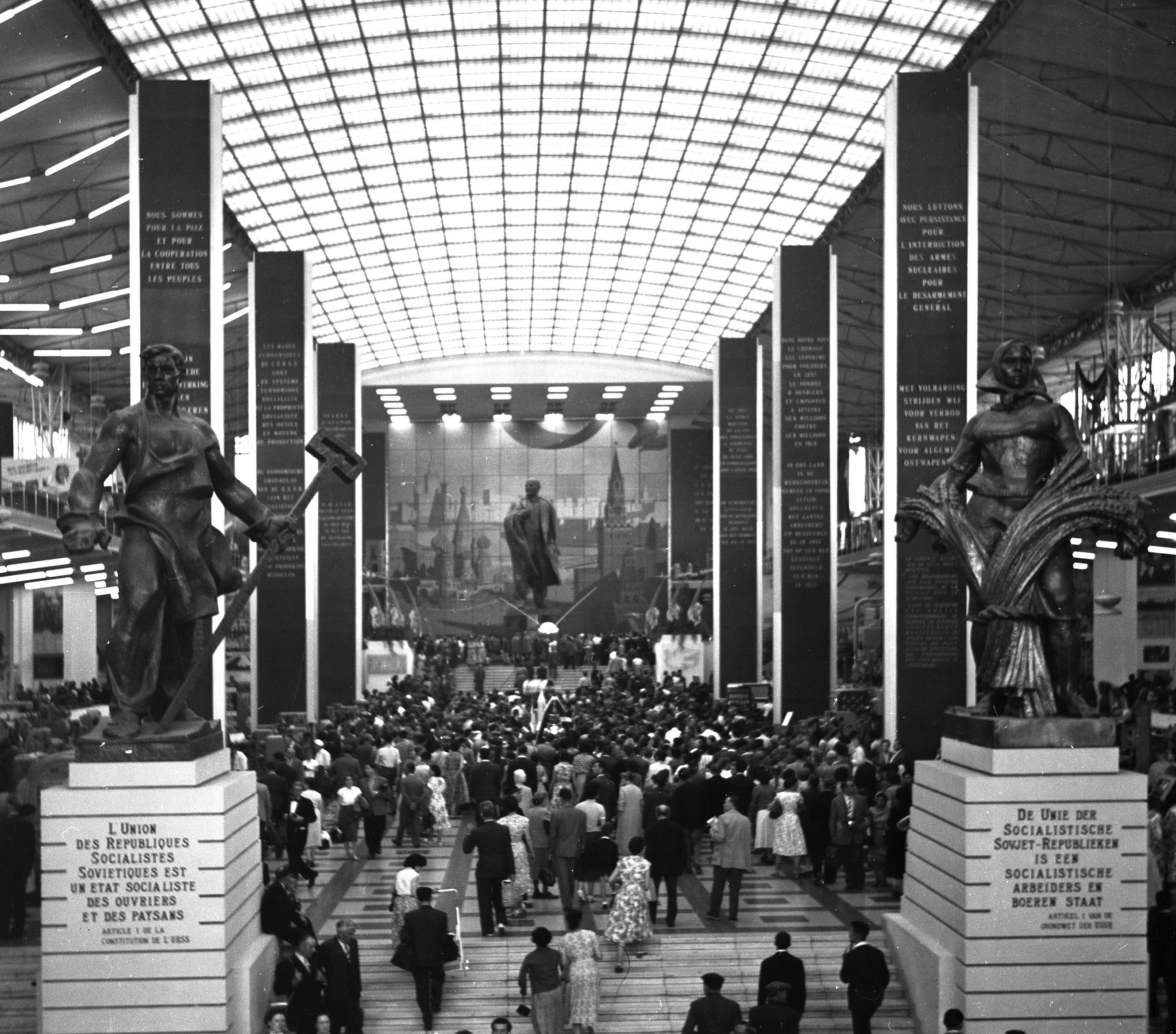
Фигуры «Рабочий» и «Колхозница» в советском павильоне на Всемирной выставке 1958 года в Брюсселе

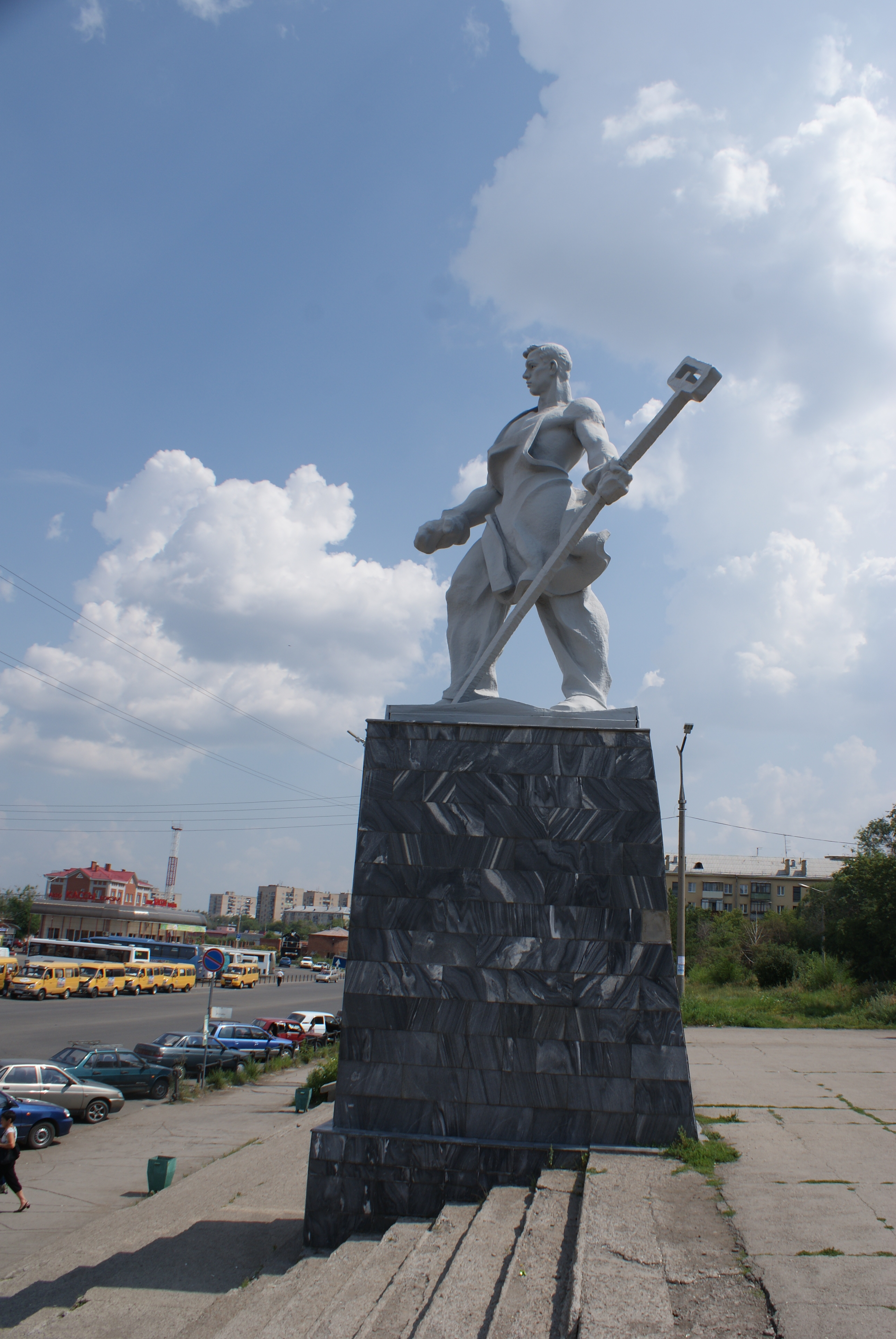
Памятник «Металлург» в Магнитогорске

- Живописец А. В. Щипицын (голова-гипс, 1929, ГТГ; бронза, 1929)[4]
- А. И. Рублёва (чёрный гранит, 1929, ГРМ; голова — бронза, начало 1930-х)[4]
- Дочь Наташа (фаянс, подглазурная роспись, 1935, Государственный музей керамики)[4]
- Дочь Соня (бронза, 1939 и 1946, ГТГ)[4][1]
- М. Ю. Лермонтов (гипс, 1940)[4]
- Лётчик-истребитель В. И. Крутоверецев (1942)[1][7]
- Лётчик-истребитель Забелин (1940-е)[1]
- Маршал Г. К. Жуков (мрамор, 1942—1944)[4]
- Скульптор Н. И. Жилинская (гипс раскрашенный, 1956)[4]
- Рыбак-колхозник (дерево, 1957)[4]
- Поэт В. Хлебников (бронза, дерево, 1962, ГТГ)[4]
- Генерал X. У. Мамсуров (гипс, 1969)[4]
- В. Е. Татлин (инкрустация перламутром)[1]
- Архитектор И. И. Леонидов (бронза, листовое железо)[1]
- Художник И. В. Голицын[1]
- Художник Д. П. Штеренберг[1]

Композиции
- Октябрь (Матросы 1917 года; бронза, конец 1920-х, ГТГ)[1]
- Сидящая фигура (известняк, конец 1920-х, ГТГ)[1]
- На баррикадах (гипс, 1931)[4]
- Краснофлотец (мрамор, 1931—1933, ГТГ)[4]
- На музыку П. И. Чайковского (гипс, 1937)[4]
- У тела Тани (Зоя; 1940-е)[1]
- Партизан[1]
- Мародёр[1]
- После ухода немцев (Таня; гипс, 1942)[4]
- Защитники земли русской (керамика, 1947)[4]
- Отдых (Отдыхающий пловец; дерево, 1939—1955)[4]
- Купающаяся (дерево, 1957)[4]

Экспериментальные произведения
- Мужской портрет (Экспериментальная декоративная голова — портрет Татлина; перламутр, дерево, 1961)[4]
- Рыбы и водяные лилии(кованое железо, дерево, гипс, 1960-е)[4]
- Стрижи (кованое железо, 1960-е)[4]
- Сокол и голубь (рельеф — кованое железо, 1960-е)[4]

Скульптура малых форм
- Этюды обнаженного тела (дерево, 1931)[4]
- Девушка с соколом (фаянс, подглазурная роспись, 1934, ГМК)[4]
- Ваза «Сорока» (фаянс, подглазурная роспись, 1935, Калининская OКГ)[4]
- Ваза «Гусь» (фаянс, подглазурная роспись, 1935, Калининская OКГ)[4]
- Материнство (Мать, гипс, 1937; бронза, 1938)[4]
- Ева (мамонтовая кость, дерево, 1955)[4]
- Спящая Венера (мамонтовая кость, дерево, 1965—1966)[4]
- Женская голова (с рукой, мамонтовая кость, дерево, 1972)[4]

Монументальные и монументально-декоративные произведения
- Проект памятника жертвам гражданской войны для Челябинска (начало 1930-х)[4]
- Купальщица (железобетон, 1936; скульптура для проекта фонтана)[8]
- Проект памятника М. Ю. Лермонтову в Москве (1938)[4]
- Проект памятника Н. В. Гоголю в Москве (конец, 1930-х; портрет — гипс, 1939)[4]
- Фигура женщины с винтовкой на фасаде жилого дома Военно-инженерной академии в Москве (1930-е)[1]
- Проект памятника А. М. Горькому в Москве (гипс, 1947 — начало 1950-х годов, Музей городской скульптуры в Санкт-Петербурге[4]
- Барельефы для станции «Новокузнецкая» Московского метрополитена (1943)[2]
- Барельефы для станции «Измайловская» Московского метрополитена (1945)[2]
- Барельефы для санатория в Ореанде (1945—1946)[2]
- Дружинник 1905 года (чугун, 1955, у станции «Краснопресненская» Московского метрополитена)[4]
- Рабочий и Колхозница (кованая медь, 1958, для советского павильона на Всемирной выставке в Брюсселе, 1958; фигура «Рабочий» удостоена серебряной медали и с 1967 года стоит на вокзальной площади Магнитогорска как монумент «Металлург»)[1][4]
- Проект обелиска в ознаменование запуска первого искусственного спутника Земли (гипс, 1958; 2-й премия конкурса, Научно-мемориальный музей Н. Р. Жуковского в Москве)[4]
- Герб СССР на здании Кремлёвского дворца съездов (кованая медь, золочение, 1961)[4]
- Герб СССР для Международного аэропорта «Шереметьево»[2]
- Фигура «Космонавт» для оформления павильонов СССР на Всемирных выставках в Нью-Йорке и Токио (1960-е)[2]
- Проект оформления экспериментального района Тропарёво в Москве (1969)[4]
- Проект оформления города Набережные Челны[1]

Оформление спектаклей
- «Смерть Иоанна Грозного» А. К. Толстого (1933, МХАТ)[4]
- «Кола Брюньон» («Мастер из Кламси») Д. Б. Кабалевского (1938, совместно с Ю. И. Пименовым, МАЛЕГОТ)[4]

Серия рисунков «Жертвы войны» (1942)

## Память
Портреты А. Е. Зеленского выполнили скульпторы Н. И. Жилинская (шамот, 1956) и Д. Д. Жилинский (в парном портрете «Скульптор А. Е. Зеленский с дочерью», масло, 1958, Саратовский ГХМ).

## Семья
Первая жена
- Александра Иосифовна Рублёва (1908—1944) — художница[1]

Дочери
- Софья Алексеевна Зеленская (род. 1936) — график
- Наталья Алексеевна Зеленская